# Battaglia di Vitoria
Nella battaglia di Vitoria (21 giugno 1813) il Duca di Wellington e i suoi alleati portoghesi e spagnoli sconfissero l'esercito francese, portando la coalizione verso la vittoria conclusiva della Guerra d'indipendenza spagnola. Il Duca, con 118 000 soldati britannici, portoghesi e spagnoli e 96 cannoni sconfisse 58 000 soldati francesi con 151 cannoni sotto il comando del re Giuseppe Bonaparte e del maresciallo Jourdan vicino a Vitoria in Spagna.

## Antefatto
Nel luglio del 1812, dopo la battaglia di Salamanca, i francesi evacuarono Madrid, dove l'esercito di Wellington entrò il 12 agosto 1812. Dispiegando tre divisioni a proteggere gli ingressi sud della capitale, Wellington marciò a nord con il resto del suo esercito per cingere d'assedio la fortezza di Burgos, distante 226 chilometri, ma egli sottovalutò le forze del nemico ed il 21 ottobre dovette rinunciare all'assedio e ripiegare. Dal 31 ottobre egli abbandonò anche Madrid e si ritirò dapprima a Salamanca e quindi a Ciudad Rodrigo, vicino alla frontiera portoghese, per evitare accerchiamenti da parte dell'esercito francese da nord-est e sud-est.
Wellington passò l'inverno riorganizzando e rinforzando le sue forze. Al contrario, Napoleone, ritirò molti soldati francesi per ricostruire il suo esercito dopo la sua disastrosa campagna di Russia. L'anno seguente Wellington marciò, con le sue truppe, dal nord del Portogallo, attraversando le montagne ed il fiume Esla, al nord della Spagna, il 20 maggio 1813 per aggirare l'esercito di 58 000 uomini del maresciallo Jourdan che era piazzato fra il fiume Duero ed il Tago. I francesi arretrarono verso Burgos con le truppe di Wellington che le inseguivano per spingerli sulle strade per la Francia.

## La battaglia
Il piano di Jourdan era quello di riunire vari reparti sparsi per poter affrontare gli anglo-spagnoli almeno in parità numerica, ma il re e gli altri comandanti furono contrari. Il giorno 20 il maresciallo Jourdan era ammalato e il re Giuseppe schierò in modo erroneo e molto pericoloso le proprie truppe nei pressi di Vitoria, importante nodo stradale. Wellington lanciò il suo attacco il 21 giugno, su tre colonne. Dopo un'aspra battaglia, Thomas Picton con la Terza divisione sfondò le linee nemiche al centro dello schieramento. La loro ritirata divenne una disfatta, con la perdita di 8 000 uomini e di 2 000 fatti prigionieri, in contrapposizione alla perdita di 4 500 uomini da parte di Wellington. Gli alleati catturarono 151 cannoni ed il re Giuseppe Bonaparte evitò di essere catturato per un'inezia. La battaglia costituì la fine del Regno di Spagna per Napoleone.
I soldati britannici mancarono di inseguire i francesi, preferendo prendere i carri da questi abbandonati in fuga, contenenti il tesoro del regno. Si è stimato che fu recuperato oltre un milione di sterline (quasi cento milioni di sterline dei nostri giorni). La ressa che si creò attorno al bottino per cercare di arraffare quanto più possibile, fece dire ad un adirato Wellington: "Il soldato britannico è la feccia della terra, arruolato soltanto per bere".

## Conseguenze
L'ordine fu presto ripristinato e da dicembre, dopo aver raggiunto San Sebastián e Pamplona, l'esercito di Wellington si accampò in Francia.
La battaglia diede l'ispirazione a Beethoven per la composizione dell'opera 91, spesso chiamata "La sinfonia della battaglia" o semplicemente "La vittoria di Wellington", che descrive la battaglia sotto forma di dramma musicale.